# Wingwalking

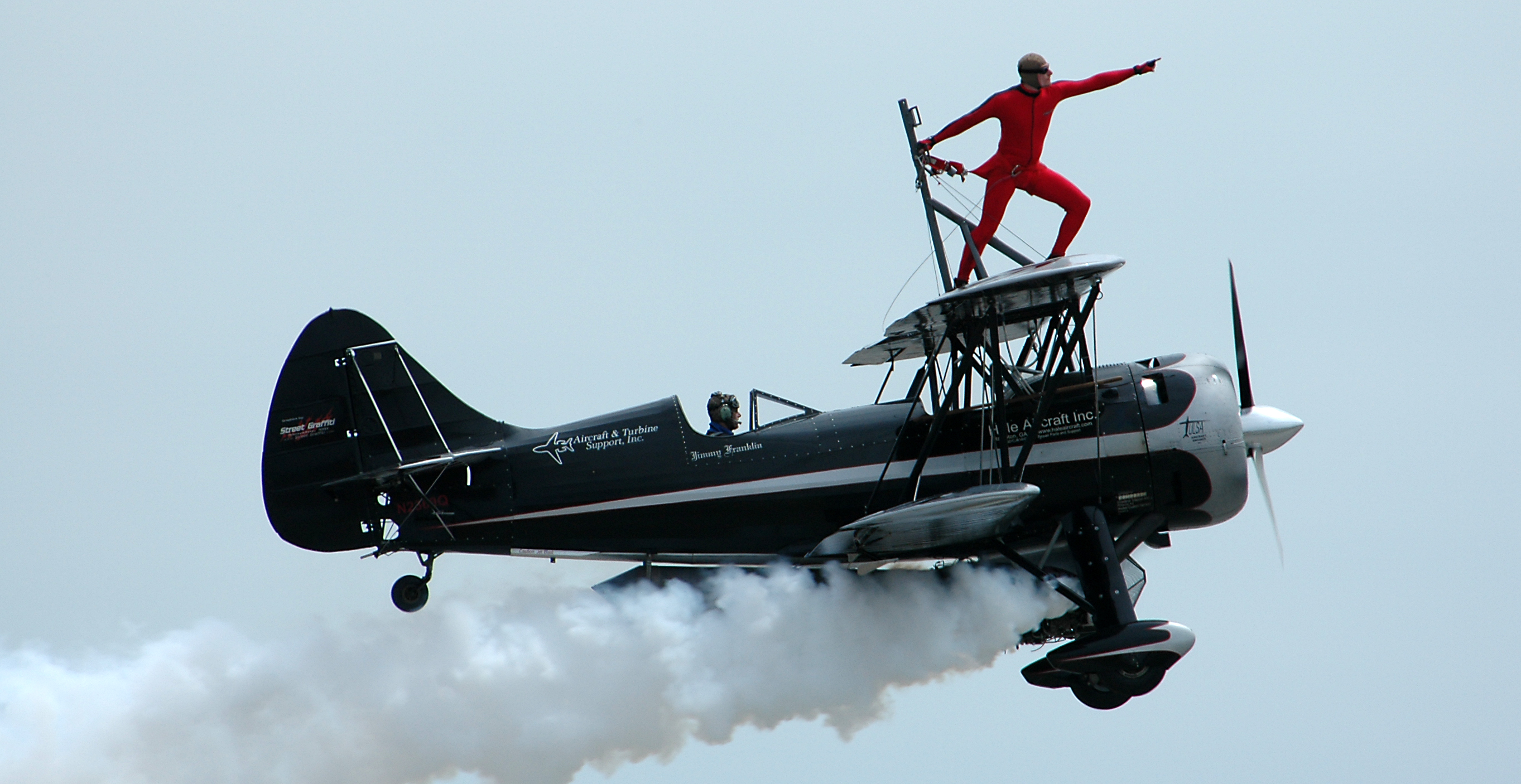
Kyle Franklin

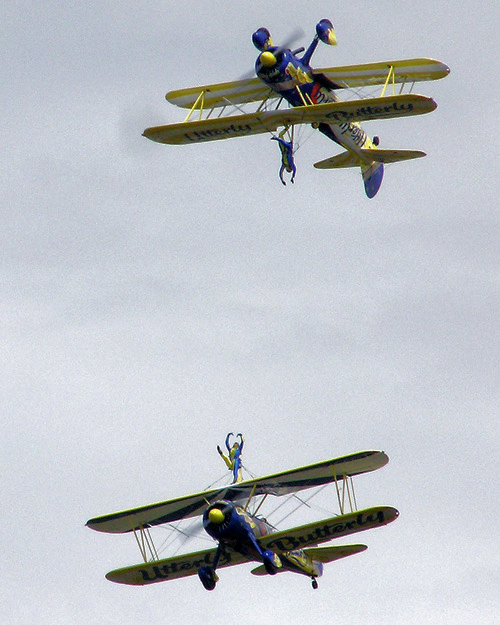
Utterly Butterly wing-walking display team

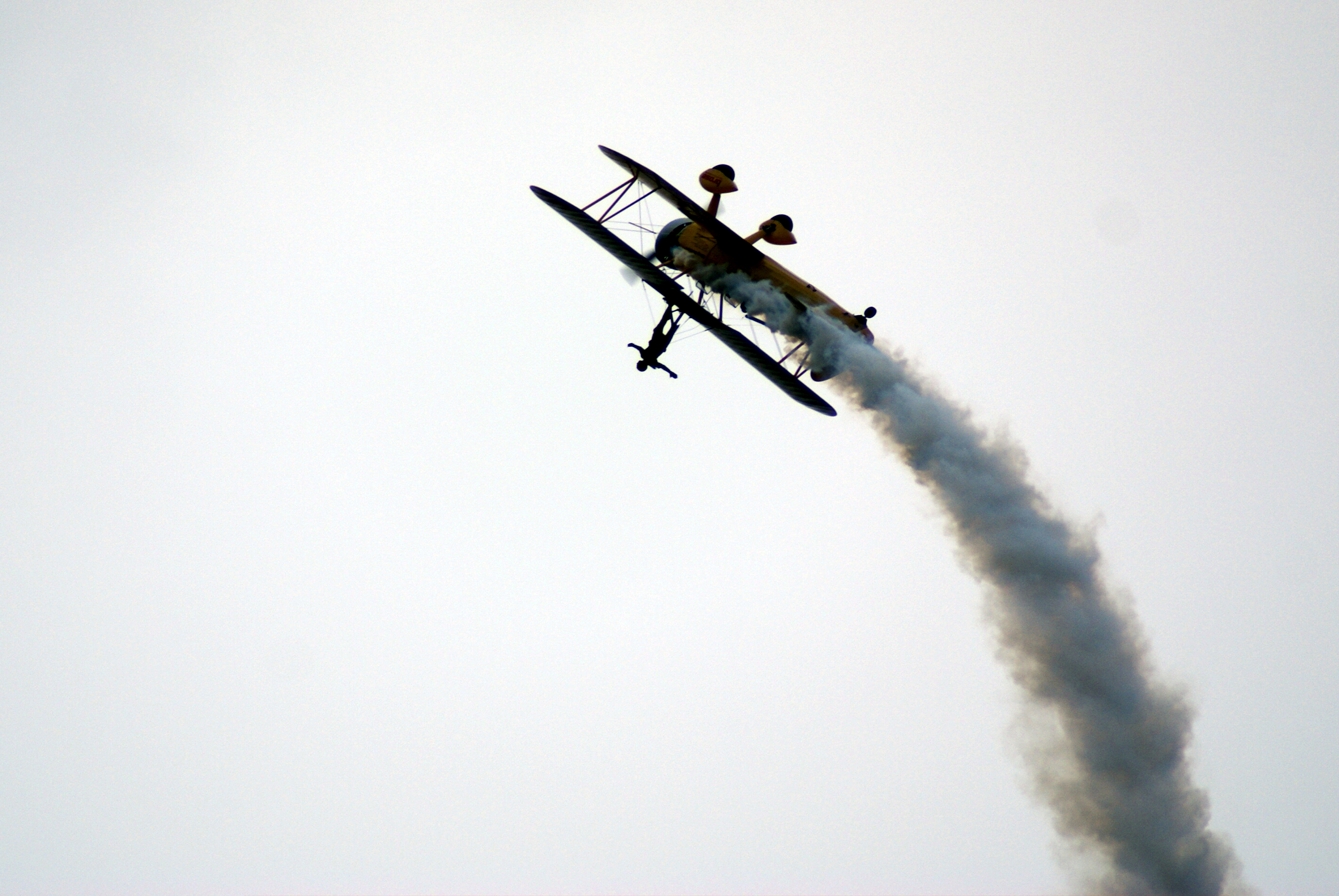
Wingwalking kombiniert mit Kunstflug

Mit Wingwalking (deutsch Tragflächenspaziergang) wird eine Stuntvorführung auf Flugzeugtragflächen bezeichnet.

## Geschichte
Eine der ersten Wingwalking-Vorführungen fand am 14. Januar 1911 während eines Schauflugs in England statt, bei dem sich die Stiefsöhne des US-amerikanischen Piloten Samuel Franklin Cody auf die unteren Tragflächen von dessen Doppeldecker stellten.
Der amerikanische Luftwaffenpilot Ormer Locklear war um 1918 auf dem Flugplatz Barron Field, Texas, als Flugschüler mehrfach auf die untere Tragfläche eines Curtiss-JN-4-Doppeldeckers geklettert, um technische Probleme zu beheben. Auf Grund der begeisterten Reaktionen der Zuschauer, die solch risikoreiche Showeinlagen noch nicht gesehen hatten, entwickelten Ormer Locklear und andere Piloten, die seine gefährlichen Ausflüge gesehen hatten, daraus weitere Stunts.
Zwei Faktoren begünstigten die Entwicklung dieser exzentrischen Akrobatik. Nach dem Ersten Weltkrieg versuchten einerseits zahlreiche ehemalige Piloten der Aviation Section, U.S. Signal Corps auf Airshows ihren Lebensunterhalt zu verdienen. Andererseits gab es nach dem Krieg ein Überangebot an Curtiss JN-4 Doppeldeckern, die der Pilotenausbildung gedient hatten. Diese Flugzeuge waren in einer solchen Vielzahl vorhanden, dass sie für lediglich 200 Dollar zu erwerben waren.
Die Barnstormers genannten fliegenden Schausteller boten eine Akrobatik, die immer spektakulärer wurde und sich nicht mehr allein auf Wingwalking beschränkte. So wurde u. a. der Umstieg von einem fahrenden Auto auf ein Flugzeug oder der Sprung von Flugzeug zu Flugzeug vorgeführt. Es kam bei diesen Stunts so häufig zu Todesfällen, dass die zivile amerikanische Luftfahrtbehörde sich 1936 schließlich gezwungen sah, Wingwalking unterhalb 1500 ft zu verbieten. Da die Wingwalker oberhalb dieser Höhe aber nicht mehr zu erkennen waren, erlosch das Interesse an dieser Akrobatik.

## Geeignete Flugzeuge
Prinzipiell sind relativ langsam fliegende Flugzeuge mit einer festen Tragfläche geeignet. Hierbei handelt es sich häufig um Doppeldecker. Ein auch heute noch bei Stunts verwendetes Flugzeug ist die Boeing Stearman.

## Deutschland
Die einzige deutsche Vertreterin dieser Luftakrobatik ist Peggy Walentin (vormals Krainz) aus Sasbachwalden.